# Aragó (cràter)
|  | Per a altres significats, vegeu «Aragó». |

Aragó és un cràter d'impacte lunar situat en la part occidental del Mare Tranquillitatis. Al sud-oest es troba el cràter Manners, i més enllà es troben Dionís i el parell de cràters Ritter-Sabine. Al sud-est està la gran formació Lamont que ha estat submergida pel mar.
La vora d'Aragó té una protuberància en la paret occidental. Hi ha una cresta central que s'estén cap a la paret nord. La superfície de la mare propera està marcada per crestes arrugades, sobretot a l'est i sud-est. Al nord es troba un gran dom designat Aragó Alfa (α). Un segon dom lunar de grandària semblant es troba a la mateixa distància cap a l'oest, designat Aragó Beta (β).

## Cràters satèl·lit

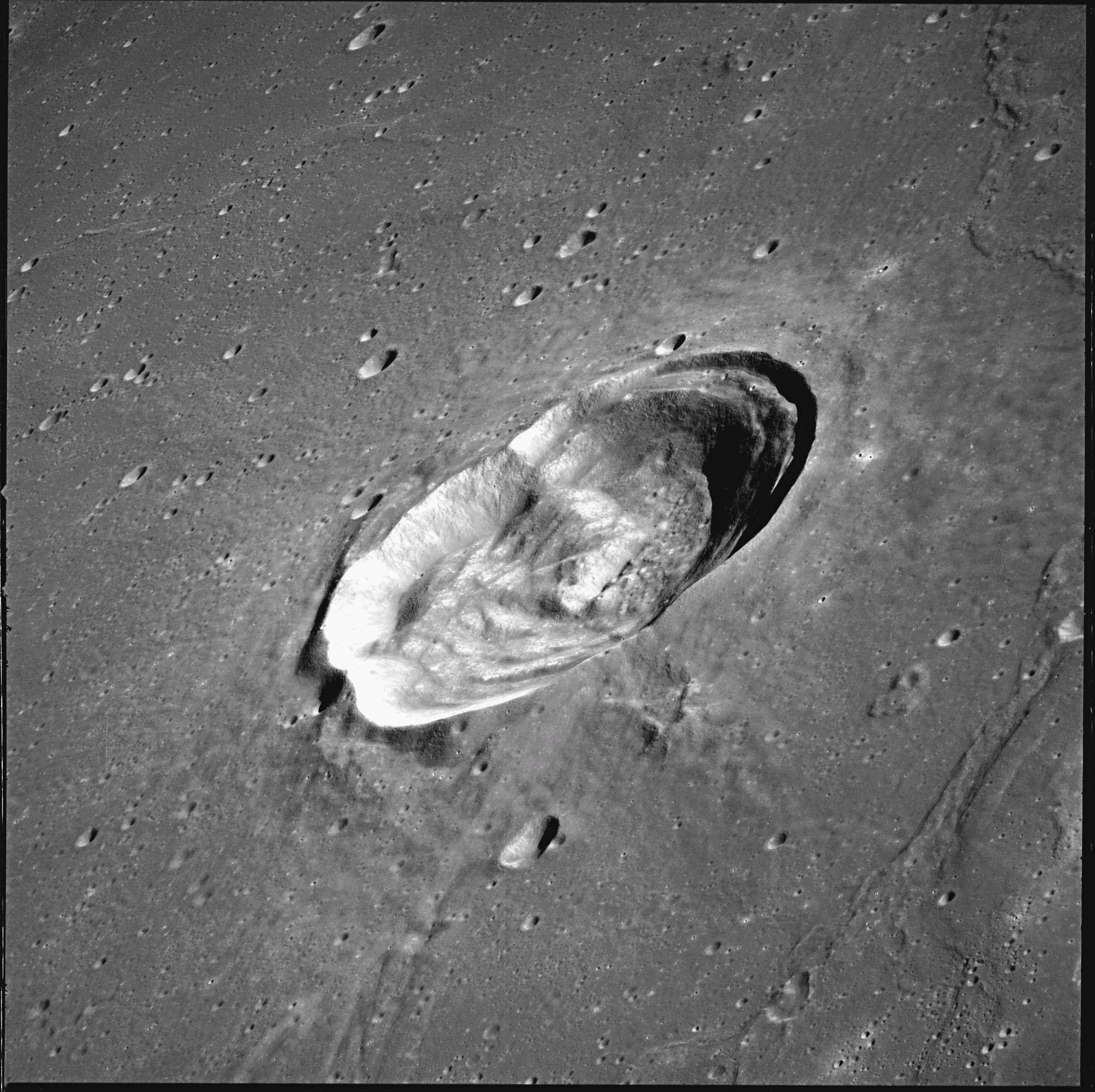
Fotografia de la missió Apol·lo 10

Per convenció aquests elements són identificats en els mapes lunars posant la lletra en el costat del punt central del cràter que està més prop d'Aragó.
|       | \| Arago \| Coordenades \| Diàmetre \| \| ----- \| ------------------------------------ \| -------- \| \| B \| 3° 26′ N, 20° 49′ E / 3.43°N,20.82°E \| 6,9 km \| \| C \| 3° 53′ N, 21° 29′ E / 3.89°N,21.48°E \| 3,0 km \| \| D \| 6° 55′ N, 22° 23′ E / 6.91°N,22.39°E \| 4,0 km \| \| E \| 8° 31′ N, 22° 43′ E / 8.51°N,22.71°E \| 6,3 km \| |          |
| Arago | Coordenades | Diàmetre |
| B     | 3° 26′ N, 20° 49′ E / 3.43°N,20.82°E | 6,9 km   |
| C     | 3° 53′ N, 21° 29′ E / 3.89°N,21.48°E | 3,0 km   |
| D     | 6° 55′ N, 22° 23′ E / 6.91°N,22.39°E | 4,0 km   |
| E     | 8° 31′ N, 22° 43′ E / 8.51°N,22.71°E | 6,3 km   |

## Vegeu també

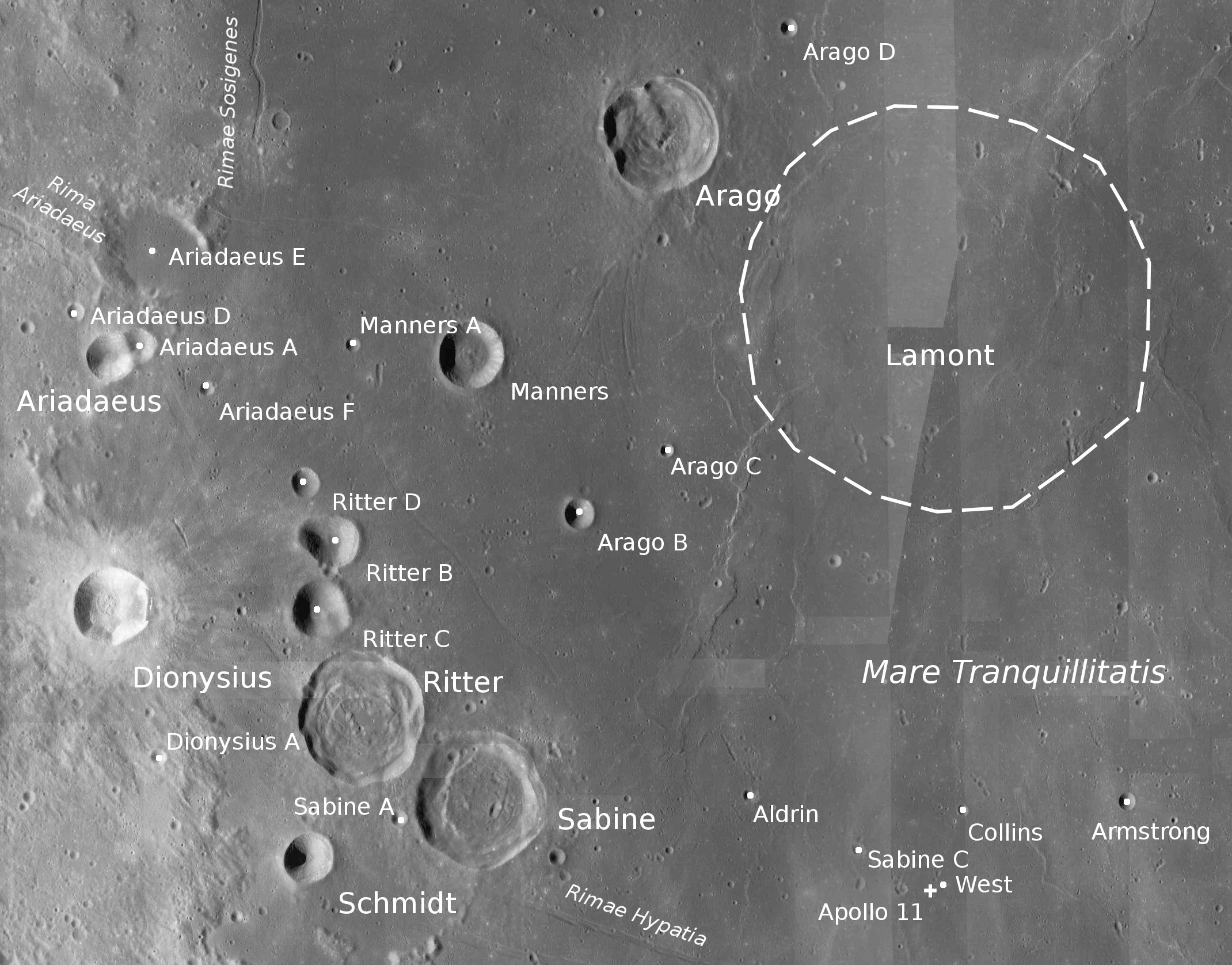
Fotografia de la missió Lunar Reconnaissance Orbiter

## Altres referències
- (WGPSN), IAU Working Group for Planetary System Nomenclature. «Gazetteer of Planetary Nomenclature. 1:1 Million-Scale Maps of the Moon» (en anglès).  UAI / USGS, 13-02-2013. [Consulta: 6 abril 2016].
- Andersson, L. E.; Whitaker, E. A.,. NASA Catalogue of Lunar Nomenclature (en anglès).  NASA RP-1097, 1982.
- Blue, Jennifer. «Gazetteer of Planetary Nomenclature» (en anglès).  USGS, 25-07-2007. [Consulta: 2 gener 2012].
- Bussey, B.; Spudis, P.. The Clementine Atlas of the Moon (en anglès).  Nueva York: Cambridge University Press, 2004. ISBN 0-521-81528-2.
- Cocks, Elijah E.; Cocks, Josiah C.. Who's Who on the Moon: A Biographical Dictionary of Lunar Nomenclature (en anglès).  Tudor Publishers, 1995. ISBN 0-936389-27-3.
- McDowell, Jonathan. «Lunar Nomenclature» (en anglès).   Jonathan's Space Report, 15-07-2007. [Consulta: 2 gener 2012].
- Menzel, D. H.; Minnaert, M.; Levin, B.; Dollfus, A.; Bell, B. «Report on Lunar Nomenclature by The Working Group of Commission 17 of the IAU» (en anglès). Space Science Reviews, 12, 1971, pàg. 136.
- Moore, Patrick. On the Moon (en anglès).  Sterling Publishing Co, 2001. ISBN 0-304-35469-4.
- Price, Fred W. The Moon Observer's Handbook (en anglès).  Cambridge University Press, 1988. ISBN 0521335000.
- Rükl, Antonín. Atlas of the Moon (en anglès).  Kalmbach Books, 1990. ISBN 0-913135-17-8.
- Webb, Rev. T. W.. Celestial Objects for Common Telescopes, 6ª edición revisada (en anglès).  Dover, 1962. ISBN 0-486-20917-2.
- Whitaker, Ewen A. Mapping and Naming the Moon (en anglès).  Cambridge University Press, 2003. 978-0-521-54414-6.
- Wlasuk, Peter T. Observing the Moon (en anglès).  Springer, 2000. ISBN 1-85233-193-3.